# Łomna Las
Łomna Las (prononciation : [ˈwɔmna ˈlas]) est un village polonais de la gmina de Czosnów dans le powiat de Nowy Dwór Mazowiecki de la voïvodie de Mazovie dans le centre-est de la Pologne.
Il se situe à environ 4 kilomètres au sud-est de Czosnów (siège de la gmina), 11 km au sud-est de Nowy Dwór Mazowiecki (siège du powiat) et à 23 km au nord-ouest de Varsovie (capitale de la Pologne).

## Histoire
De 1975 à 1998, le village appartenait administrativement à la voïvodie de Varsovie.